# Lepakshi
Lepakshi (en télougou : లేపాక్షి) est un village du district de Sri Sathya Sai, dans le sud-ouest de l'État d'Andhra Pradesh en Inde. Il est situé à la frontière avec l'État du Karnataka, à 140 km au nord de Bangalore, à un peu plus de 10 km de la ville d'Hindupur et à 35 km au sud de Penukonda. La localité de Lepakshi est remarquée pour son temple dédié à Virabhadra (Shiva), un lieu de culte construit au XVIe siècle qui constitue une des réalisations subsistantes majeures de l'art vijayanagara, particulièrement en matière d'art pictural. 
Selon le recensement de l'Inde de 2011, la localité compte une population de 10 042 habitants.